# 约瑟夫·卢德尔
约瑟夫·卢德尔（捷克語：Josef Ludl，1916年6月3日—1998年8月1日），捷克男子足球运动员，司职前锋。他曾代表捷克斯洛伐克国家队参加1938年国际足联世界杯，结果队伍止步八强。